# Clarkton (Carolina del Nord)
Clarkton è un comune degli Stati Uniti d'America, situato in Carolina del Nord, nella contea di Bladen.